# 岡場站
岡場站（日语：／ Okaba eki */?）是位於日本兵庫縣神戶市北區，屬於神戶電鐵的鐵路車站。車站編號為KB22。本站的所在地海拔為231公尺。

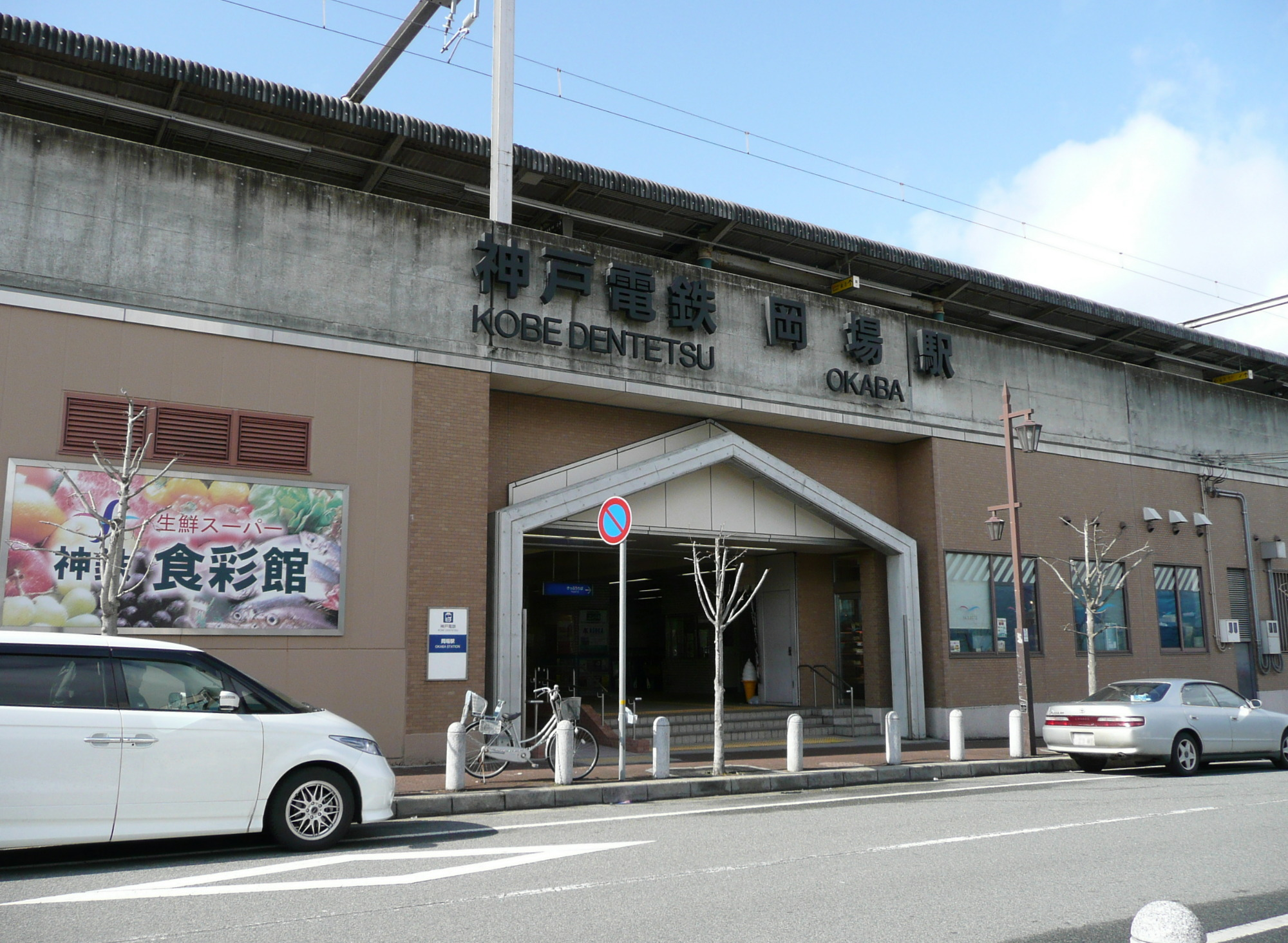
東口（2008年2月）

## 車站構造
本站為島式月台2面4線的高架車站。

### 月台配置
| 月台 | 路線   | 方向 | 目的地                                 |
| ---- | ------ | ---- | -------------------------------------- |
| 1、2 | 三田線 | 下行 | 橫山、三田方向                         |
| 3、4 | 三田線 | 上行 | 有馬口、谷上、鈴蘭台、湊川、新開地方向 |

## 相鄰車站
神戶電鐵
 三田線
■特快速（只限往新開地運行，至此站為止各站停車）
谷上（KB10） ← 岡場（KB22） ← 田尾寺（KB23）
■急行、■準急、■普通
五社（KB21）－岡場（KB22）－田尾寺（KB23）

## 外部連結
- 岡場 - 神戶電鐵